# Zosia (Pan Tadeusz)

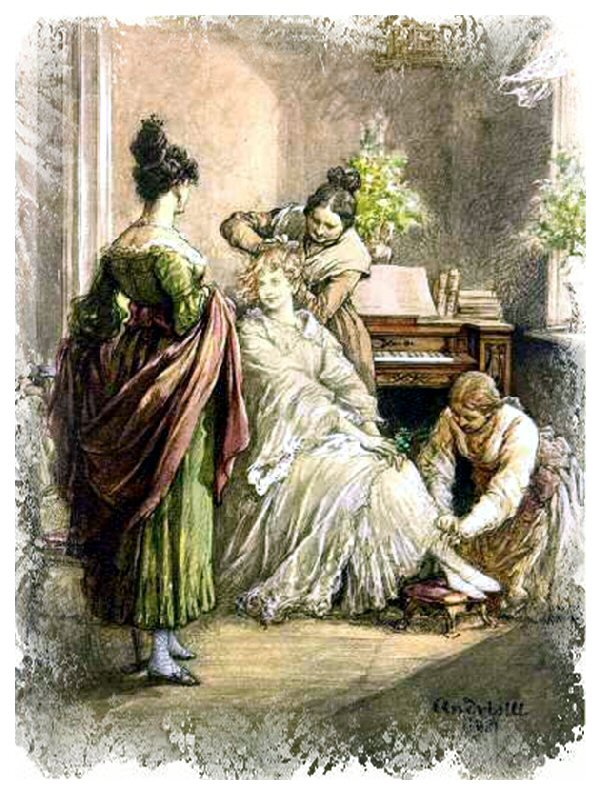
Michał Elwiro Andriolli, Zosia, ilustracja (1881)

Zosia – postać literacka, bohaterka poematu epickiego Pan Tadeusz (1834) Adama Mickiewicza. 
Zosia jest córką Ewy Horeszkówny i niejakiego Kasztelana, który wraz z żoną dokonał żywota gdzieś na Syberii. Urodziła się przed wywiezieniem rodziców, z logiki opowiadanych przez Jacka Soplicę zdarzeń wynika, że najpóźniej w 1795 roku. W czasie akcji poematu Zosia musiałaby więc mieć co najmniej 16 lat. Jednakże Sędzia mówi o niej, iż "wyrasta z dziecięcia", a Telimena wprost: "zaczynasz rok czternasty".
Po śmierci rodziców wychowanie Zosi powierzono Telimenie, przyjaciółce zmarłej matki, która dłuższy czas mieszkała z nią w Sankt Petersburgu. W chwili zawiązania akcji poematu Zosia wraz z opiekunką od dwóch lat mieszka w Soplicowie, ukryta przed światem (niezbyt skutecznie, o czym świadczą nieszczęśliwe zaloty Saka Dobrzyńskiego), w myśl koncepcji wychowawczych Telimeny i zwyczajów w epoce.
Dziewczynka lubi zajmować się ogródkiem i w utworze wielokrotnie przedstawiana jest w otoczeniu przyrody. Zosia postrzegana jest przez innych bohaterów utworu jako delikatna, dobrze wychowana i naturalna panienka o zachwycającej urodzie: jasnych włosach (związanych najczęściej w warkocze), niebieskich oczach. Bohaterka, choć mogła wydawać się uległa i zależna od innych, sama potrafiła decydować o sobie. Świadczyć o tym mógł chociażby fragment utworu, w którym Zosia przeciwstawiła się Telimenie, nie zgadzając się na włożenie modnego wówczas stroju. 
W ostatniej księdze utworu Zosia zaręcza się z Tadeuszem Soplicą.